# Frederick Humphreys
Frederick Harkness Humphreys (Marylebone, Londres, 28 de gener de 1878 – Brentford, Londres, 10 d'agost de 1954) va ser un esportista anglès que va competir a primers del segle xx. Especialista en el joc d'estirar la corda, guanyà tres medalles en aquesta competició en tres edicions diferents dels Jocs Olímpics.
El 1908 va prendre part en els Jocs Olímpics de Londres, on guanyà la medalla d'or en la prova del joc d'estirar la corda formant part de l'equip City of London Police. També disputà dues proves del programa de lluita, el pes pesant de la modalitat de lluita lliure, i la mateixa categoria, però de la lluita grecoromana. En ambdues proves quedà eliminat en les sèries preliminars.
El 1912 guanyà la medalla de plata en el joc d'estirar la corda a Estocolm, mentre el 1920, a Anvers, tornà a guanyar l'or en aquesta mateixa competició.
Com a lluitador va participar en diverses exhibicions arreu d'Europa.